# Josiane Corneloup
Pour les articles homonymes, voir Corneloup.
Josiane Corneloup, née le 30 septembre 1959 au Creusot (Saône-et-Loire), est une femme politique française, députée de la 2e circonscription de Saône-et-Loire depuis le 21 juin 2017.

## Biographie
Josiane Corneloup est native de Saint-Bonnet-de-Joux. Elle est propriétaire d'une pharmacie dans ce village qui a un effectif de 3 à 5 salariés. Elle entre au conseil municipal en 1986 et devient maire en 2014. Après avoir été présidente et directrice générale de la SEMPAT Bourgogne Sud,  une société d'économie mixte publique locale, entre 2012 et 2017, elle en est administratrice depuis son élection en tant que députée . L'analyse des déclarations d'intérêts des parlementaires à la HATVP montre que Josiane Corneloup fait partie des dix députés les plus fortunés de la XVe législature.
Elle est élue vice-présidente du Pays Charolais Brionnais et du Grand Charolais en 2014, puis conseillère départementale de Saône-et-Loire l'année suivante dans le canton de Charolles. Le 18 juin 2017, elle est élue députée (LR) au deuxième tour de la 2e circonscription de Saône-et-Loire avec 51 % des suffrages exprimés contre Vincent Chauvet (MoDem), alors qu'elle était arrivée deuxième du premier tour avec 24 % contre 31 % pour son adversaire de la majorité présidentielle,. Son investiture LR avait été critiquée en 2016 par des membres des Républicains car elle n'avait rejoint le parti que quelques semaines plus tôt.
À la suite de la dissolution de l'Assemblée nationale le 9 juin 2024, elle est réélue.

## Mandats et fonctions
- Présidente de la SEMPAT Sud Bourgogne[9] (2012-2017)
- Vice-présidente du Grand Charolais (depuis 2014)
- Vice-présidente du Pays Charolais-Brionnais (depuis 2014)[2]
- Conseillère départementale du canton de Charolais (depuis 2015)
- Députée de la deuxième circonscription de Saône-et-Loire (depuis 2017)
- Maire de Saint-Bonnet-de-Joux (2014-2017)